# Albergaria da Serra
Albergaria da Serra is een plaats (freguesia) in de Portugese gemeente Arouca en telt 140 inwoners (2001).